# Atte Pakkanen

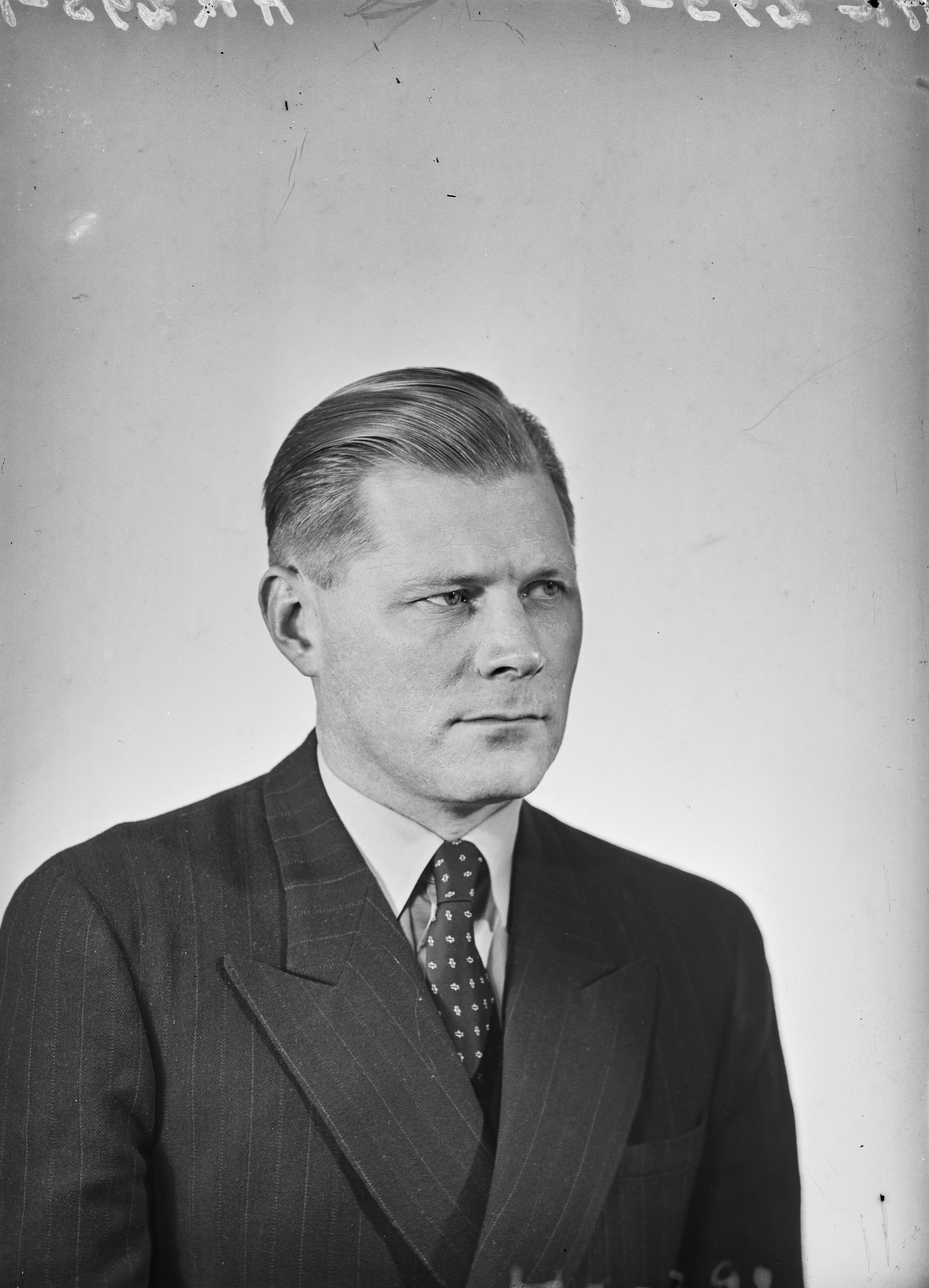
Atte Pakkanen.

Atte Mikael Johannes Pakkanen, född 13 november 1912 i Urdiala, död 22 december 1994 i Helsingfors, var en finländsk agronom och politiker (Centerpartiet). 
Pakkanen, som var son till jordbrukaren Juho Pakkanen och Hilja Turunen, utexaminerades som agronom 1945. Han blev sekreterare för jordbruksärenden  vid Befolkningsförbundet 1945, var verksamhetsledare för Maaseudun nuorten liitto 1945–1950, anställd vid Lantbruksproducenternas centralförbund 1950–1952, lantbruksombudsman vid Finska sparbanksförbundet 1954–1955 och viceverkställande direktör från 1955. 
Pakkanen var bland annat medlem av Rundradions programråd 1947–1949 och förvaltningsråd 1949–1952 och 1961–1970. Han var medlem av Finlands riksdag 1948–1970, där han var viceordförande i socialutskottet och medlem av bankutskottet. Han var försvarsminister och minister i socialministeriet i V.J. Sukselainens regering 1957 och inrikesminister i Karl-August Fagerholms regering 1958. Han var elektor vid presidentvalen 1950 och 1956.